# متلازمة الضلع المنزلق
متلازمة الضلع المنزلق (SRS) هي حالة تزداد فيها رخاوة الغضاريف الضلعية، مما يؤدي إلى خلع عند أطراف الغضروف الضلعي (خلع جزئي). ينتج عن ذلك ألم أو عدم راحة ناتجة عن انضغاط أو تهيج الأعصاب الوربية، وإجهاد العضلات الوربية، والالتهاب الناتج. تؤثر الحالة على الضلع الثامن والتاسع والعاشر، التي تسمى الأضلاع الكاذبة، وتكون إصابة الضلع العاشر هي الأكثر شيوعًا.
وصف إدغار فرديناند سيرياكس متلازمة الضلع المنزلق لأول مرة في عام 1919، ولكن نادرًا ما تُحدد الحالة، وغالبًا يتجاهلها الأطباء. تشير التقديرات إلى أن معدل انتشار هذه الحالة يتراوح بين 1-5% من التشخيصات السريرية في دراستَين، ووجدت دراسة منفصلة انتشارًا بنسبة 3% تقريبًا في عيادة مختلطة للطب العام وأمراض الجهاز الهضمي.
أشير إلى الحالة باسم متلازمة سيرياكس (ألم صدري عصبي المنشأ)، أو متلازمة النقر فوق الضلع، أو متلازمة الضلع المؤلمة، أو الخلع الجزئي بين الغضروفي، أو الأضلاع النازحة. صاغ روبرت ديفيز كولي مصطلح «متلازمة الضلع المنزلق» في عام 1922، وأصبح شائعًا منذ ذلك الحين.

## الأعراض
تختلف أعراض متلازمة الضلع المنزلق بين الأفراد وقد تكون أحادية أو ثنائية الجانب، وتتركز الأعراض بشكل أساسي في البطن والظهر. يحدث الألم عادة بشكل نوبات وقد يشكل مصدر إزعاج بسيط أو يكون ذو تأثير سيء جدًا على نوعية الحياة. تختلف مدة استمرار الأعراض المبلغ عنها بين دقيقة واحدة حتى ساعات.
أحد الأعراض الشائعة لهذه الحالة هو الإحساس «بفرقعة» أو «نقر» في الأضلاع السفلية نتيجة خلع جزئي في المفاصل الغضروفية. أبلغ بعض المصابين بمتلازمة الضلع المنزلق عن شعورهم بألم حاد ينتشر من الصدر إلى الظهر، ويتكرر عند الضغط على الضلع (أو الأضلاع) المصاب. أُبلغ أيضًا عن إحساس خفيف بالألم عند بعض الأفراد المصابين. قد تؤدي بعض المواقف أو الحركات إلى تفاقم الأعراض، مثل التمدد ومحاولة الوصول والسعال والعطاس والرفع والانحناء والجلوس والأنشطة الرياضية والتنفس. قد يحدث أيضًا إقياء وغثيان.

## العلاج
تتراوح طرق علاج متلازمة الضلع المنزلق من الإجراءات المحافظة حتى الإجراءات الجراحية.

### الإجراءات المحافظة
الإجراءات المحافظة عادة هي أول أشكال العلاج عند مرضى متلازمة الضلع المنزلق، وخاصة عندما تكون الأعراض خفيفة. يشرح الأطباء الحالة للمرضى ويطمئنوهم، مع توصيات خاصة بالحد من النشاط واستخدام الثلج وتناول مسكنات الألم مثل مضادات الالتهاب غير الستيرويدية. التدابير الإضافية مثل علاج التقويم العظمي (أو اعتلال العظام)، والعلاج الطبيعي، وتقنيات العلاج اليدوية، والوخز بالإبر هي طرق أخرى غير جراحية لعلاج أو التخفيف من أعراض متلازمة الضلع المنزلق. يمكن استخدام الأدوية الموضعية أحيانًا، مثل جل الديكلوفيناك ورقع الليدوكائين عبر الأدمة، والتي لوحظ أنها توفر راحة مؤقتة من الأعراض.

### حقن إحصار العصب
يستخدم الأطباء إجراءات طفيفة التوغل عند الأفراد المصابين بمتلازمة الضلع المنزلق معتدلة الشدة. إذ أبلغ عن حقن إحصار العصب التي تتكون من مواد ستيرويدية أو مخدرة موضعية كعلاج لتجنب التدخل الجراحي. يُنظر إلى هذا التدخل طفيف التوغل على أنه مؤقت، ويجب تكرار الحقن لمنع عودة ظهور الأعراض.

### الإجراءات الجراحية
يُجرى التدخل الجراحي في الحالات التي فشلت فيها طرق العلاج الأخرى في تخفيف الأعراض. يوجد حاليًا 4 أنواع من الإجراءات الجراحية المذكورة في الأدبيات الطبية: استئصال الغضروف الضلعي، واستئصال الضلع، واستئصال الغضروف الضلعي بالمنظار، وتثبيت الضلع بالصفائح.
كانت أول محاولة لاستئصال الغضروف الضلعي في عام 1922 من قبل دافيس كولي، واستخدم العديد من الجراحين هذه التقنية بعد ذلك. تتضمن طريقة الإصلاح الجراحي هذه استئصال الغضروف المصاب بدءًا من عظم القص حتى الجزء المخلوع من الضلع، مع أو بدون الحفاظ على سمحاق الغضروف. يختلف استئصال الضلع عن استئصال الغضروف الضلعي لأنه يزيل جزءًا صغيرًا من العظام من الضلع (أو الأضلاع) المصابة. استئصال الغضروف الضلعي بالمنظار هو طريقة طفيفة التوغل داخل البطن لعلاج الحالة. يستأصل فيه الجراح الغضروف المصاب من تقاطع القصبة الهوائية حتى الوصل الضلعي الغضروفي. وتجدر الإشارة إلى أنه بحسب بعض الدراسات التي أجريت على الحالة وعلاجاتها، قد يعاني بعض المرضى من تكرار الأعراض بعد العلاج.
يمكن استخدام تقنية بديلة تُعرف باسم تثبيت الضلع عبر طريقة الصفائح لمنع الخلع الجزئي في الضلع (أو الأضلاع) المصابة مع الحفاظ على حركة الصدر. استُخدم لأول مرة لعلاج الأفراد الذين خضعوا لعمليات استئصال سابقة لكنهم عانوا من تكرار الأعراض. تُثبت الأضلاع باستخدام صفيحة قابلة للامتصاص بيولوجيًا مثبتة على ضلع ثابت غير متأثر بالمرض يقع فوق الضلع (أو الأضلاع) المصابة. توضع الصفائح عموديًا على الأضلاع وتُثبّت باستخدام خيوط غير قابلة للامتصاص.